# Ante Milicic
Ante Milicic (ur. 4 kwietnia 1974 w Sydney) – australijski piłkarz pochodzenia chorwackiego występujący na pozycji napastnika. Trener piłkarski.

## Kariera klubowa
Milicic seniorską karierę rozpoczął w 1992 roku w zespole Sydney Croatia z National Soccer League. W 1993 roku odszedł do Canberra Deakin, jednak jeszcze w tym samym roku wrócił do Sydney Croatia, noszącego już wówczas nazwę Sydney United. W 1997 roku zdobył z nim mistrzostwo NSL. Po tym sukcesie wyjechał do Holandii, by grać w tamtejszym NAC Breda. Przez 2 lata w jego barwach rozegrał 47 spotkań i zdobył 10 bramek.
W 1999 roku Milicic odszedł do chorwackiego HNK Rijeka. Jego barwy reprezentował również przez 2 lata. W 2001 roku wrócił do Sydney United, nadal grającego w NSL. Następnie grał w innych zespołach tej ligi, Sydney Olympic oraz Parramatta Power. Będąc zawodnikiem tej drugiej drużyny, w 2004 roku wraz z 20 bramkami koncie został królem strzelców NSL, a także wybrano go piłkarzem sezonu. W tym samym roku został graczem malezyjskiego Pahang FA.
Następnie Milicic po raz kolejny przeszedł do Sydney United. W 2005 roku podpisał kontrakt z Newcastle United Jets z A-League. Zadebiutował tam 26 sierpnia 2005 roku w przegranym 0:1 pojedynku z Adelaide United. W Newcastle spędził rok. Potem grał w Queensland Roar, malezyjskim Pahang Shazam Muda oraz znowu w Sydney United, gdzie w 2009 roku zakończył karierę.

## Kariera reprezentacyjna
W reprezentacji Australii Milicic zadebiutował 6 lipca 2002 roku w wygranym 2:0 meczu Pucharu Narodów Oceanii z Vanuatu. 10 lipca 2002 roku w wygranym 8:0 pojedynku Pucharu Narodów Oceanii z Fidżi strzelił pierwszego gola w kadrze. Na tamtym turnieju, zakończonym przez Australię na 2. miejscu, zagrał łącznie w 2 meczach.
W latach 2002–2005 w drużynie narodowej Milicic rozegrał 6 spotkań i zdobył 5 bramek.